# Roodstuithoningvogel
De roodstuithoningvogel (Dicaeum hirundinaceum) is een vogel uit de familie van de bastaardhoningvogels, een groep van tamelijk kleine, typisch gedrongen vogels. 

## Kenmerken
De roodstuithoningvogel is 9,5 tot 11 cm lang. Het is een gedrongen vogel met een korte staart. Het mannetje is glanzend blauwzwart van boven en heeft een felrode borst en onderstaartdekveren en een zwart vlekje onder het rood op de borst. Het vrouwtje is minder opvallend, zij is grijs van boven en bleekwit van onder en de onderstaartdekveren zijn bleekrood. Beide sekse hebben een scherpe, zwarte snavel.

## Leefwijze
Deze vogels foerageren op insecten, nectar en vruchten in struiken en bomen in Australazië. De roodstuithoningvogel is gespecialiseerd in het verorberen van de bessen van soorten uit de plantenfamilie Loranthaceae die veel voorkomen in het leefgebied. Dit is een grote groep van planten die halfparasitisch leven op andere planten en bomen. Ze behoren tot dezelfde orde als de in Europa voorkomende maretak, die ook een halfparasiet is. In het (Australisch) Engels heet deze vogel dan ook Mistletoebird. Dankzij zijn korte spijsverteringkanaal passeren de deze bessen tamelijk snel zijn darmen. Zo worden de plakkerige zaden onbeschadigd afgezet op takken, waar ze groeien en een toekomstige voorraad voedsel vormen voor de vogel. Hij eet echter ook insecten, bloemzaadjes en nectar.
De meeste leden van de familie bastaardhoningvogels zijn standvogels, maar de roodstuithoningvogel is nomadisch. Hij zwerft in kleine zwermen die lange afstanden afleggen op zoek naar voedsel. 

## Voortplanting
In het broedseizoen, dat valt van oktober tot maart, bouwt deze soort een fraai overkoepeld nest van plantenmateriaal en spinnenwebben, dat hij rond de takken van een boom weeft. Het vrouwtje legt vervolgens drie tot vier eitjes.

## Verspreiding en leefgebied
De roodstuithoningvogel komt voor door geheel Australië en verder alleen nog op de Aru-eilanden (Indonesië). 
De soort telt twee ondersoorten:
- D. h. hirundinaceum: Australië.
- D. h. ignicolle: Aru-eilanden.